# 黎明智 (1926年)
黎明智（1926年10月7日—1969年1月6日），越南共和國醫生、教授及官員，曾任越南共和國文化、教育及青年部長。

## 生平
1926年10月7日，黎明智出生於法屬印度支那巴地省。
1954年於越南國家大學取得醫學博士學位，同年加入越南共和國空軍任醫療隊中尉至1959年，後遠赴美國深造，1963年於謝佛遜醫學院取得醫學碩士學位，其後於1966年再取得生理學哲學博士學位，同年回國後任西貢醫科大學耳鼻喉科學系主任，1967年任西貢醫科大學助理教授及副院長，1968年任文化、教育及青年部長。
1969年1月6日，上任文化、教育及青年部長僅3個月的黎明智於早上乘車前往辦公室途中在西貢市中心被越共向其座駕投擲手榴彈暗殺身亡。

## 個人生活
黎明智是一名祖先崇拜者，為越南醫學會會員，已婚，育有兩女一子。